# Оборотень: Зверь среди нас
«Оборотень: Зверь среди нас» (англ. Werewolf: The Beast Among Us) — американский фильм ужасов с элементами боевика и фэнтези, снятый режиссёром Луи Морно в 2012 году. В главных ролях снимались Эд Куинн, Гай Уилсон, Стивен Ри и Рэйчел Ди Пилло. Фильм является вольным ремейком классического хоррора студии Universal «Человек-волк» и вышел в сотую годовщину существования студии. Изначально планировался как сиквел фильма 2010 года.
Съёмки фильма проходили в Румынии, часть сцен была снята в замке Бетлен в Трансильвании.

## Сюжет
В XIX веке мальчик по имени Чарльз становится свидетелем гибели своей семьи от лап оборотня. Перед смертью мать Чарльза отдаёт ему серебряный амулет в виде воющей волчьей головы, принадлежавший его деду, который был «Великим охотником». Мальчику удаётся избежать смерти и расправится с напавшим оборотнем, и спустя двадцать пять лет он является предводителем группы охотников, истребляющей чудовищ по всему миру.
В мире, где разворачиваются события фильма, укус оборотня зачастую передаёт болезнь, известную как ликантропия: укушенный в полнолуние сам станет монстром. Заражённых людей убивают, а их тела предают огню, так как ликантропия неизлечима. Чарльз и его отряд прибывает в небольшой городок, получив задание уничтожить особенно жестокую стаю оборотней. Даниэль, ученик врача, рассказывает, что местные ликантропы способны трансформироваться три ночи подряд. Вопреки протестам своей матери Вадомы и своей возлюбленной Евы, он решает примкнуть к Чарльзу и дать бой оборотням. К его недовольству, Чарльз ему отказывает.
В следующее полнолуние Чарльз и его команда пытаются поймать оборотня. Конкурирующая группа охотников невовремя активирует все ловушки, установленные Чарльзом, и оборотню удаётся сбежать. При этом оборотень показывает, что он такой же умный, как человек, а не бездумное животное, которым обычно являются оборотни. Местный цыганский барон сообщает Даниэлю и Чарльзу, что этот новый оборотень скоро сможет трансформироваться по своему желанию. Горожане потеряли веру в охотников и решают взять дело в свои руки. Городской констебль составляет список подозрительных людей, у которых отсутствует алиби на момент нападений хищников. Несколько горожан, в том числе мать Даниэля и отец Евы, попадают под стражу.
Постепенно в городе нарастает паника: охваченные паранойей горожане убивают половину узников. Желая поскорее разобраться с чудовищем, Чарльз с отрядом выманивает его и снова пробует убить. Оборотень с лёгкостью побеждает охотников, но, к удивлению Чарльза, оставляет их в живых. Даниэль, которого все чаще преследуют кошмары, просыпается на следующее утро раненным: те же травмы получил тот самый оборотень ночью. В ужасе осознав, что он стал монстром, он тем не менее отклоняет просьбу матери уехать из города.
Чарльз подозревает, что Даниэль мог быть оборотнем, и задает местному врачу несколько вопросов, которые подтверждают его догадку. Даниэль умоляет охотника убить его, однако внезапно врач стреляет Чарльзу в спину и раскрывает своему ученику, что это он обучил его охотиться и убивать людей. Шокированный молодой человек убегает в дом Евы, где сталкивается с одним из помощников Чарльза — Стэфаном, который до этого флиртовал с Евой. Даниэль и Стэфан борются друг с другом (выясняется, что под личиной охотника скрывается вурдалак). В городе начинается хаос, во время которого погибает мать Даниэля. Даниэль трансформируется в оборотня и побеждает вурдалака. В этот момент появляется врач, который приказывает своему ученику убить Еву. Чудом уцелевший Чарльз убивает врача выстрелом в спину, а Даниэль возвращается к человеческому облику. Чарльз оставляет его в живых, отдав ему свой серебряный медальон, а затем уходит из города вместе с выжившими охотниками.

## В ролях
| Актёр           | Роль                        |
| --------------- | --------------------------- |
| Эд Куинн        | охотник на оборотней Чарльз |
| Гай Уилсон      | ученик лекаря Даниэль       |
| Стивен Ри       | местный лекарь Док          |
| Рэйчел Ди Пилло | девушка Даниэля Ева         |
| Ана Улару       | помощница охотника Казия    |
| Стивен Бауэр    | помощник охотника Хайд      |
| Адам Кроусделл  | помощник охотника Стэфан    |

| Актёр            | Роль                     |
| ---------------- | ------------------------ |
| Эмиль Хостина    | охотник-конкурент Джагер |
| Ниа Пиплз        | мать Даниэля Вадома      |
| Раду Якобан      | констебль Орбан          |
| Штефан Янку      | Чарльз в детстве         |
| Клаудиу Блеонц   | балканский охотник       |
| Овидиу Никулеску | кузнец в деревне         |
| Патриша Эллиотт  | жительница деревни       |

## Отзывы
На сайте Rotten Tomatoes фильм получил рейтинг 40%.